# Francisco Jiménez de Cisneros
Francisco Jiménez (Ximénes) de Cisneros (ur. 1436 w Torrelaguna (prowincja toledańska), zm. 8 listopada 1517 w Roa) – hiszpański kardynał, arcybiskup Toledo, franciszkanin.

## Życiorys
Studiował w Alcalá de Henares, Salamance i Rzymie. W 1484 wstąpił do klasztoru de los Reyes zakonu franciszkanów w Toledo, a następnie za zezwoleniem przełożonych, do Castannar, gdzie w lesie wybudował sobie pustelnię. Został spowiednikiem królowej Izabeli Kastylijskiej, był też prowincjałem franciszkanów. Zasłynął wówczas z ascetycznego trybu życia, pieszo wizytując podległe mu klasztory. W 1495 został arcybiskupem Toledo i rozpoczął dzieło reformy Kościoła katolickiego w Hiszpanii.
W 1500 założył uniwersytet w Alcalá de Henares, zreformował zakony. Dziełem jego życia było jednak wydanie tzw. Poligloty kompluteńskiej (Biblia polyglotta Complutensia), przekładu Pisma Świętego z języków historycznych. W 1502 zgromadził wokół siebie uczonych greckich, żydowskich i hiszpańskich, z Niemiec sprowadził najlepszych drukarzy, papież Leon X przysłał mu wielkiej wartości rękopisy watykańskie. Nowy Testament ukazał się w 1514, Stary Testament w 1517. Pięcioksiąg wydrukowany został w językach hebrajskim, chaldejskim, greckim z trzema różnymi przekładami w języku łacińskim.
Zajął się także popularyzacją – kazał drukować żywoty świętych, popularne traktaty o rolnictwie, książki pouczające o treści moralnej. Jego staraniom należy przypisać zachowanie liturgii gockiej (mozarabskiej) w katedrze toledańskiej. Założył też cztery szpitale, zbudował osiem klasztorów i dwanaście kościołów. Z jego też inicjatywy Hiszpania podbiła północne wybrzeża Afryki. Własnym kosztem urządził wyprawę i sam nią dowodząc, zdobył wiosną 1509 Oran. W 1507 papież mianował go kardynałem i wielkim inkwizytorem Kastylii. Po śmierci króla Ferdynanda został regentem Kastylii.
W 1512 roku zadekretował zaostrzenie przepisów dotyczących służby więziennej w więzieniach inkwizycyjnych. Wprowadził m.in. karę śmierci dla strażników składających więźniom niemoralne propozycje.
W ramach reformy Kościoła katolickiego w Hiszpanii, jako Prymas Kastylii potępił i czynnie zwalczał nadużycia w handlu odpustami, które udało mu się praktycznie wytępić.
Jako regent Kastylii Ximénes znalazł się w trudnym położeniu po zgonie króla Ferdynanda. Dzięki niemu Karol V został w 1516 obwołany królem jako Karol I. W 1516 odparł napad francuski na Nawarrę.
Gdy na jesieni 1517 r. Karol przybył po raz pierwszy do swojego królestwa, na jego spotkanie wyruszył regent Cisneros, jednak zmarł podczas podróży. Nie obyło się bez podejrzeń o otrucie.

## Przypisy

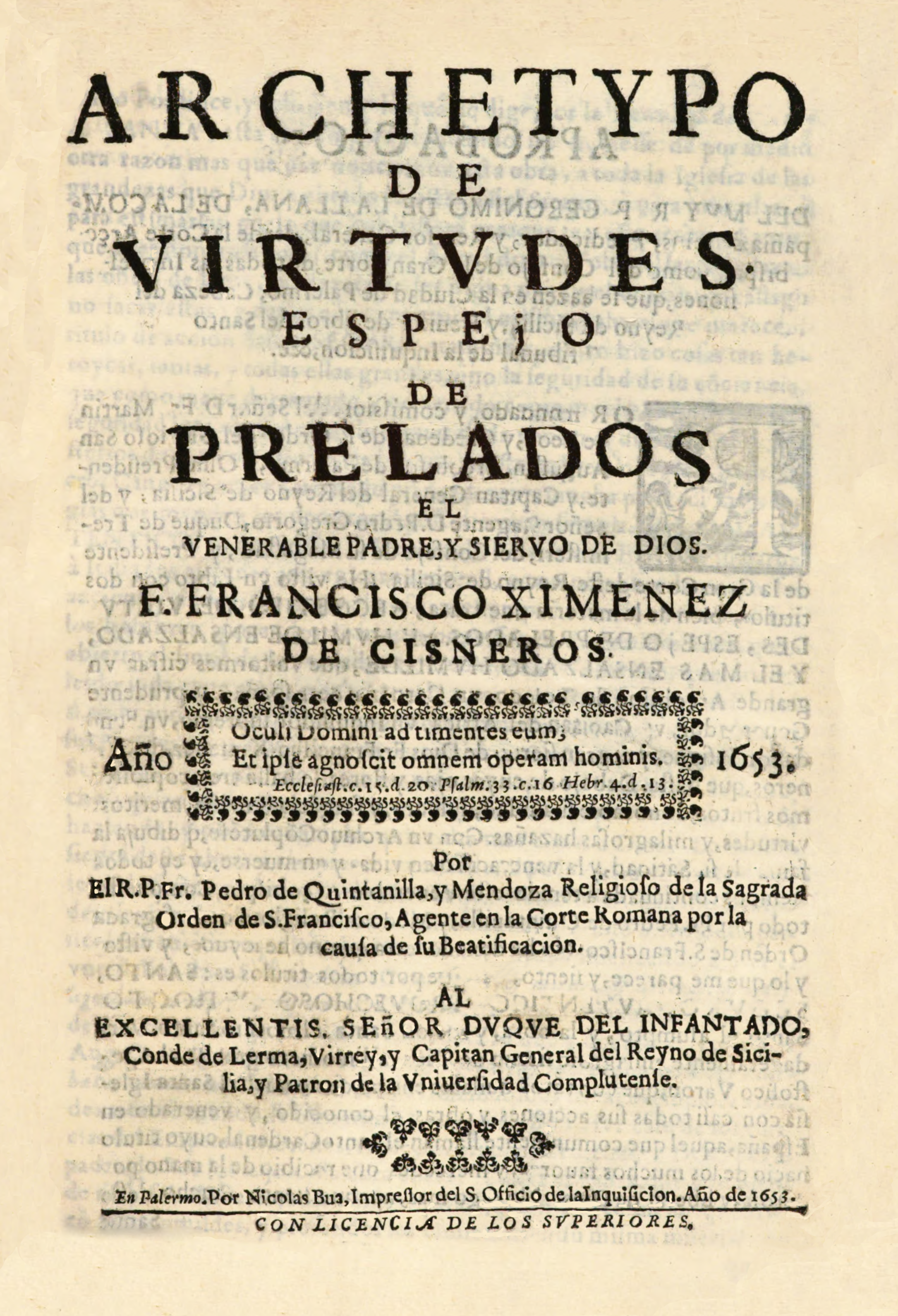
Archetypo de virtudes (Pedro de Quintanilla y Mendoza, 1653)